# Tom Breese
Tom Breese, (Birmingham, 26 de setembro de 1991) é um lutador profissional de artes marciais mistas que atualmente compete pelo UFC na categoria dos meio-médios.

## Carreira no MMA

### Ultimate Fighting Championship
Breese fez sua estreia no UFC contra Luiz Dutra Jr. em 30 de maio de 2015 no UFC Fight Night: Condit vs. Alves. Breese venceu por nocaute técnico no primeiro round.
Breese enfrentou Cathal Pendred em 24 de outubro de 2015 no UFC Fight Night: Holohan vs. Smolka. Breese venceu por nocaute técnico no primeiro round.
Breese enfrentou Keita Nakamura em 27 de fevereiro de 2016 no UFC Fight Night: Silva vs. Bisping. Ele venceu por decisão unânime.
Breese enfrentou Sean Strickland em 4 de junho de 2016 no UFC 199: Rockhold vs. Bisping II. Ele perdeu por decisão dividida.
Breese enfrentou Dan Kelly em 27 de maio de 2018 no UFC Fight Night: Thompson vs. Till. Ele venceu por nocaute técnico no primeiro round.
Breese enfrentou Brendan Allen em 29 de fevereiro de 2020 no UFC Fight Night: Benavidez vs. Figueiredo. Ele perdeu por nocaute técnico no primeiro round.

## Cartel no MMA
| Cartel no MMA   |             |            |
| 15 lutas        | 12 vitórias | 3 derrotas |
| Por nocaute     | 5           | 1          |
| Por finalização | 6           | 1          |
| Por decisão     | 1           | 1          |

| Res.    | Cartel | Oponente        | Método                                | Evento                                    | Data       | Round | Tempo | Local                 | Notas                                     |
| ------- | ------ | --------------- | ------------------------------------- | ----------------------------------------- | ---------- | ----- | ----- | --------------------- | ----------------------------------------- |
| Derrota | 12-3   | Omari Akhmedov  | Finalização (triângulo de braço)      | UFC on ESPN: Chiesa vs. Magny             | 20/01/2021 | 2     | 1:41  | Abu Dhabi             |                                           |
| Vitória | 12-2   | KB Bhullar      | Nocaute Técnico (socos)               | UFC Fight Night: Moraes vs. Sandhagen     | 10/10/2020 | 1     | 1:42  | Abu Dhabi             | Performance da Noite.                     |
| Derrota | 11-2   | Brendan Allen   | Nocaute Técnico (cotoveladas e socos) | UFC Fight Night: Benavidez vs. Figueiredo | 29/02/2020 | 1     | 4:47  | Norfolk, Virginia     |                                           |
| Vitória | 11-1   | Dan Kelly       | Nocaute Técnico (socos)               | UFC Fight Night: Thompson vs. Till        | 27/05/2018 | 1     | 3:33  | Liverpool             | Estreia nos Médios; Performance da Noite. |
| Derrota | 10-1   | Sean Strickland | Decisão (dividida)                    | UFC 199: Rockhold vs. Bisping 2           | 04/06/2016 | 3     | 5:00  | Inglewood, California |                                           |
| Vitória | 10-0   | Keita Nakamura  | Decisão (unânime)                     | UFC Fight Night: Silva vs. Bisping        | 27/02/2016 | 3     | 5:00  | Londres               |                                           |
| Vitória | 9-0    | Cathal Pendred  | Nocaute Técnico (socos)               | UFC Fight Night: Holohan vs. Smolka       | 24/10/2015 | 1     | 4:37  | Dublin                | Performance da Noite.                     |
| Vitória | 8-0    | Luiz Dutra Jr.  | Nocaute Técnico (socos)               | UFC Fight Night: Condit vs. Alves         | 30/05/2015 | 1     | 4:58  | Goiânia               | Estreia no UFC.                           |
| Vitória | 7-0    | Thibaud Larchet | Finalização (mata leão)               | CWFC 74                                   | 15/11/2014 | 3     | 4:57  | Londres               |                                           |
| Vitória | 6-0    | Warren Kee      | Finalização (mata leão)               | BAMMA 11                                  | 01/12/2012 | 1     | 3:06  | Birmingham            | Ganhou o Cinturão Meio-Médio do BAMMA.    |
| Vitória | 5-0    | Jack Magee      | Finalização (triângulo)               | BAMMA 10                                  | 15/09/2012 | 1     | 3:19  | Londres               |                                           |
| Vitória | 4-0    | Mark Tucker     | Nocaute (joelhada)                    | BAMMA 9                                   | 24/03/2012 | 2     | 1:40  | Birmingham            |                                           |
| Vitória | 3-0    | Qasim Shafiq    | Finalização (triângulo)               | BAMMA 8                                   | 10/12/2011 | 1     | 4:20  | Nottingham            |                                           |
| Vitória | 2-0    | Lee Taylor      | Finalização (mata leão)               | BAMMA 7                                   | 10/09/2011 | 1     | 2:26  | Birmingham            |                                           |
| Vitória | 1-0    | Shahid Hussain  | Finalização (mata leão)               | BAMMA 4                                   | 25/09/2010 | 2     | 2:57  | Birmingham            |                                           |